# My St. Helena Island
My St. Helena Island (auch My Saint Helena Island) ist die inoffizielle Regionalhymne der Insel St. Helena. Als Teil des Britischen Überseegebiets St. Helena, Ascension und Tristan da Cunha verfügt die Insel über keine eigene Nationalhymne. Bei offiziellen Anlässen wird God Save the King gespielt.
Das Nationallied von St. Helena wurde 1975 von Dave Mitchell, der nie auf der Insel war, komponiert und getextet. Es wird im Hörfunk sowie bis zur Einstellung der Verbindung beim Auslaufen der St. Helena gespielt.

## Originaltext (auf Englisch)
My heart is drifting southward
To my home down in the sea
It’s the isle of St. Helena
Where my loved ones wait for me
Long since I left it
But I’ll soon be going home
To my St. Helena island
And swear I’ll never roam
Diamonds they are pretty
So is your fancy cars
But St. Helena island
Is prettier by far
All the wonders of this world
I’m told they number seven
But St. Helena Island
Is the nearest one to heaven
Diamonds they are pretty
So is your fancy cars
But St. Helena island
Is prettier by far
Someday if the Lord above
Comes out of heaven’s gate
I’m sure He’ll pick St. Helena
And use it as His place

## Freie deutsche Übersetzung
Mein Herz driftet nach Süden
Zu meinem Zuhause unten im Meer
Es ist die Insel St. Helena
Wo meine Lieben auf mich warten
Seitdem ich es verlassen habe
Aber bald komme ich nach Hause
Zu meiner Insel St. Helena
Und ich schwöre sie niemals zu verlassen.
Diamanten sind schön
So sind deine schönen Autos
Aber die Insel St. Helena
Ist noch viel schöner
Alle Wunder dieser Welt
Mir wurde gesagt ergeben Sieben
Aber die Insel St. Helena
Ist die nächste zum Himmel.
Diamanten sind schön
So sind deine schönen Autos
Aber die Insel St. Helena
Ist noch viel schöner
Eines Tages wenn der Gott von oben
Aus seinem Himmelstor kommt
Bin ich mir sicher, dass er St. Helena wählen wird
Und nutzt als sein zu Hause.

## Trivia
Das Lied wurde im Rahmen des Baus des Flughafens St. Helena unter dem Terminal als MP3 begraben.